# Crassula granvikii
Crassula granvikii là một loài thực vật có hoa trong họ Crassulaceae. Loài này được Mildbr. miêu tả khoa học đầu tiên năm 1922.